# La Liga de 1945–46
A La Liga de 1945–46 foi a 15º edição da Primeira Divisão da Espanha de futebol. Com 14 participantes, o campeão foi o Sevilla FC.

## Classificação final
| Pos | Equipe            | J  | V  | E  | D  | GM | GS | SG  | Pts |
| --- | ----------------- | -- | -- | -- | -- | -- | -- | --- | --- |
| 1   | Sevilla CF        | 26 | 14 | 8  | 4  | 53 | 37 | +16 | 36  |
| 2   | CF Barcelona      | 26 | 14 | 7  | 5  | 48 | 31 | +17 | 35  |
| 3   | Athletic Club     | 26 | 14 | 5  | 7  | 63 | 38 | +25 | 33  |
| 4   | Real Madrid       | 26 | 11 | 9  | 6  | 46 | 30 | +16 | 31  |
| 5   | Real Oviedo       | 26 | 10 | 10 | 6  | 44 | 37 | +7  | 30  |
| 6   | Valencia CF       | 26 | 9  | 10 | 7  | 44 | 36 | +8  | 28  |
| 7   | Atlético Aviación | 26 | 10 | 6  | 10 | 50 | 48 | +2  | 26  |
| 8   | CD Castellón      | 26 | 11 | 4  | 11 | 38 | 54 | -16 | 26  |
| 9   | Real Gijón        | 26 | 9  | 7  | 10 | 37 | 39 | -2  | 25  |
| 10  | Celta de Vigo     | 26 | 10 | 4  | 12 | 57 | 56 | +1  | 24  |
| 11  | Real Murcia       | 26 | 5  | 10 | 11 | 21 | 39 | -18 | 20  |
| 12  | RCD Español       | 26 | 6  | 7  | 13 | 41 | 53 | -12 | 19  |
| 13  | CD Alcoyano       | 26 | 7  | 5  | 14 | 39 | 54 | -15 | 19  |
| 14  | Hércules CF       | 26 | 5  | 5  | 16 | 30 | 59 | -29 | 15  |

|  | Classificado para a promoção de permanencia na Primera División |
|  | Descenso a Segunda División                                     |